# Salford Junction
Koordinaten: 52° 30′ 31,1″ N, 1° 51′ 33,7″ W

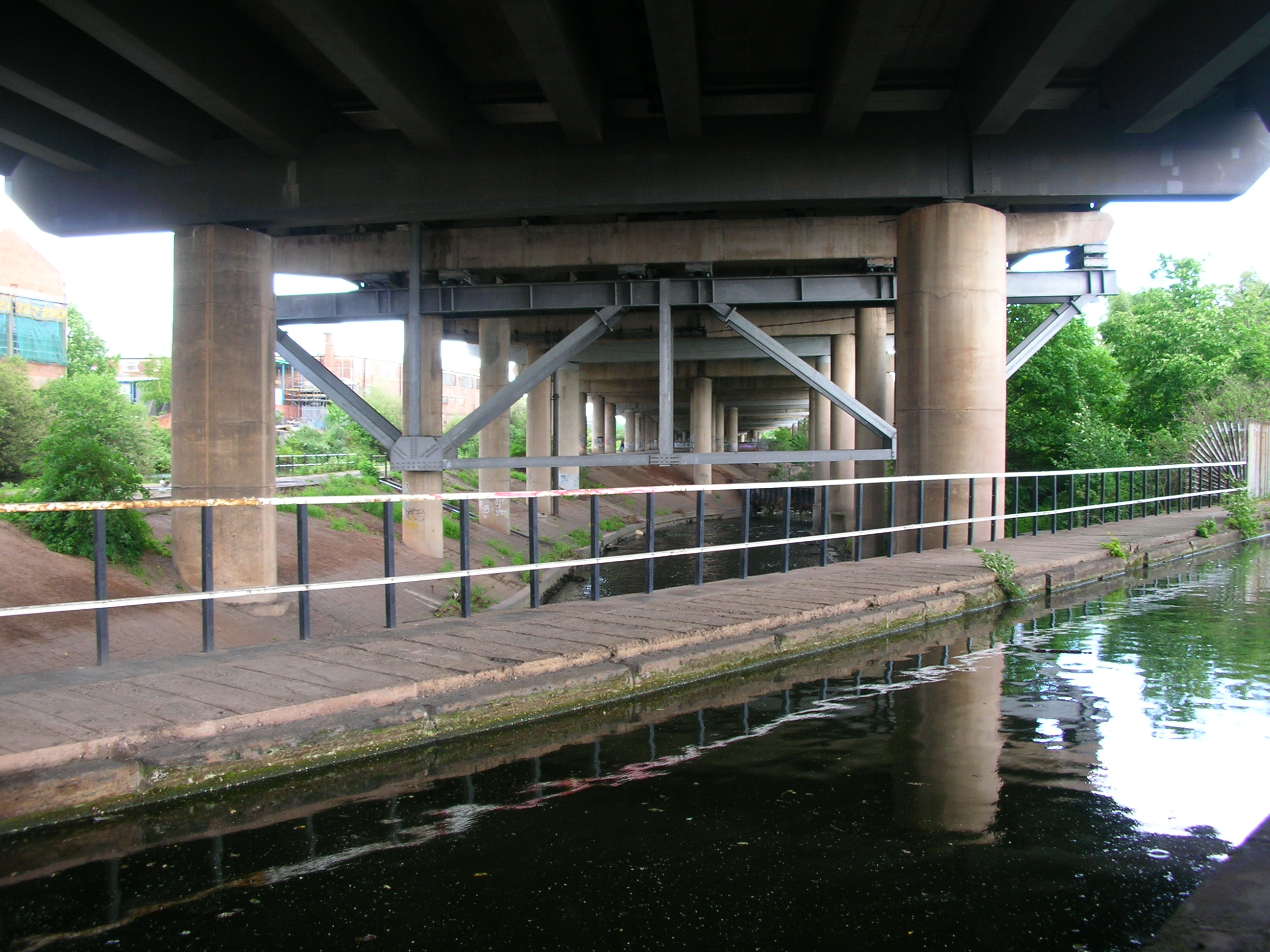
Der Grand Union Canal über dem River Tame und die Autobahn M6 darüber im Bereich der Salford Junction

Salford Junction ist der Treffpunkt dreier Kanäle bei Birmingham, England. 
Durch ein System von Schleusen sind an dieser Stelle der Grand Union Canal, der Tame Valley Canal und der Birmingham and Fazeley Canal seit 1844 miteinander verbunden.
Der Name Salford beruht dabei auf dem angelsächsischen Wort Shrafford, was „Furt bei den Höhlen“ bedeutet, denn außerdem fließt der River Tame in diesem Bereich neben den Kanälen. 
Mit Höhlen sind Höhlen im angrenzenden Copeley Hill gemeint. 
Die Höhlen wurden beim Bau des Autobahnkreuzes Gravelly Hill Interchange der Autobahn M6 zerstört und die Salford Bridge, die sich seit spätestens 1290 hier befand, abgerissen. 
Das Kanalkreuzungssystem liegt seitdem unter der aufgeständerten Autobahn.